# 任巍
任巍，西安交通大学电子与信息工程学院教授，中国教育部第六批“长江学者”特聘教授，曾取得1999年教育部科技进步二等奖等奖项，发表论文百余篇，取得多项专利。